# Leobardo López Arretche
Leobardo López Arretche (Ciutat de Mèxic, 1942 - 24 de juliol de 1970) va ser un director de cinema mexicà.

## Biografia
Va estudiar actuació i direcció de teatre en el taller de Seki Sa entre 1959 i 1963. Va ingressar al Centro Universitario de Estudios Cinematográficos (CUEC) on va dirigir sis curtmetratges en quatre anys. Durant el Moviment Estudiantil de 1968 va ser triat com a representant de la seva escola al Consejo Nacional de Huelga (CNH) al costat de Carlos González Morantes. Va participar en el registre d'aquest, i va dirigir el documental col·lectiu del CUEC El grito, un dels pocs testimoniatges cinematogràfics del moviment estudiantil que va sobreviure a la censura del govern mexicà. Després d'aquest treball va participar com a protagonista del llargmetratge Crates d'Alfredo Joskowicz. Mentre es trobava preparant el seu primer llargmetratge de ficció, El canto del ruiseñor, es va suïcidar.

## Obra

### Curtmetratges
- Lapso (1965)
- Panteón / No 45 (1966)
- El jinete del cubo (1966)
- S.O.S / Catársis (1968)
- El Hijo (1968)
- Leobardo Barrabás / Parto sin temor (1969)

### Llargmetratges
- El grito (1970)

### Com a fotògraf
- La pasión

### Com a guionista
- Crates (1970)